# Ali ibn Sahl Rabban al-Tabari
Nu trebuie confundat cu Muhammad ibn Jarir al-Tabari (838 - 923), istoric și literat persan.
Abu al-Hasan Ali ibn Sahl Rabban al-Tabari (în persană: علی ابن سهل ربان طبری آملی) (c. 838 – c. 870 d.Hr.) fiul lui Sahl Rabbān al-Tabarī a fost un medic și psiholog musulman al secolul al IX-lea și unul dintre primii savanți care au elaborat cercetări aprofundate ale istoriei comparate a religiilor. 
Acesta a întocmit prima lucrare enciclopedică despre medicina. A trăit peste 70 de ani și a interacționat cu figuri importante ale perioadei respective, precum califi musulmani, guvernatori și savanți eminenți. Din cauza istoricului religios al familiei sale, precum și a lucrărilor pe care le-a elaborat pe teme religioase, al-Tabarī a fost unul dintre cei mai controversați savanți. 
Celebritatea sa nu a fost eclipsată decât de discipolul său Abu Bakr Muhammad ibn Zakariya al-Razi (Al-Razi).

## Biografie
‘Alī b. Sahl Rabbān al-Tabarī provine dintr-o familie de intelectuali sirieni creștini din rezidenți Amol, mai exact din regiunea Mazandaran (în zilele noastre în aproprierea Teheranului). Nu se cunosc, cu exactitate, datele sale de naștere și de deces. Tatăl său, Sahl Rabbān al-Tabarī, a fost un oficial de rang înalt și un membru respectat al comunității creștinilor sirieni. Unchiul acestuia, Abū Zakkār Yahyā b. al-Nu'man, a fost un savant renumit și un lider al societății.
	Din punct de vedere profesional, tatăl lui al-Tabarī a fost un savant de succes și un caligraf renumit. În plus, acesta a avut o perspectivă profundă asupra astronomiei, filozofiei, matematicii și literaturii. Acesta a fost primul traducator al lui Ptolemy Almagest  în limba arabă. La unele părți mai complicate ale cărții, unde traducătorii care l-au precedat au eșuat să le rezolve, el le-a decodificat datorită capacității sale intelectuale. Acesta a atașat cărții și un comentariu științific, unde expune o parte dintre punctele cele mai fine care nu au fost înțelese de către traducătorii care l-au precedat.
	Sahl a fost decorat cu titlul de ”Rabbān” datorită cunoștințelor sale de medicină și filosofie. Având în vedere că acesta a primit titlul de rabin, care se accordă, de regulă, liderilor religioși evrei, foarte mulți istorici au considerat că famila sa a fost de origine semită. Acestui titlu i se dau diverse conotații în mai multe scrieri. De exemplu, într-una dintre cele mai vechi cărți despre istoria islamului, istoria lui al-Tabarī , de Tabari, în timp ce Ali b. Rabbān al-Nasrānī îi menționează numele si numele de familie, iar Al-Masudi îl menționează ca "Ali b. Zayd". Ibn al-Nadīm îl numește ca "Ali b. Sahl b. Rabbal" , în timp ce Yāqūt scrie despre el sub numele de "Ali b. Zayn" , și Ibn al-Qiftī îl menționează ca "Ali b. Rabbān" . Cel mai probabil, această neințelegere privind originile sale semite provine de la ceea ce a afirmat Ibn al-Qiftī despre acesta. Ibn al-Qiftī a susținut că "Rabbān, ca medic evreu din Tabarīstān, a excelat în matematică, astronomie și în legiile religiei evreiești și a tradus lucrări filosofice dintr-o limbă în alta. Fiul acestuia, Ali a fost un medic renumit care a fost în Irak și s-a stabilit în Samarra. Cuvintele ca al-Rabbān, al-Rabin și al-Rāab sunt nume date celor care sunt teologi evrei eminenți" .
	Pe de altă parte, în cartea sa Kitāb al-Dīn wa al-Dawla, Ali b. Rabbān s-a descris ca fiind creștin. În Firdaws al-hikma, acesta explica de ce tatăl său a primit titlul de Rabbān și însemnătatea acestuia: "Tatal meu a fost unul dintre scribii din Marw, nobil, inteligent, blând, foarte bun la cărțiile de medicină și filosofie. Medicina, ca și familia are prioritate. Scopul era satisfactia spirituala si religioasa, nu sa obtina vre-un beneficiu din aceasta. De aceea a primit titlul de Rabbān. Cuvantul Rabbān inseamna " liderul nostru, persoana noastra senior si invatatorul nostru" . În cealaltă carte a sa, Al-Radd ‘alā al-Nāsārā afirmă că a trait ca un creștin până la vârsta de 70 ani când s-a convertit la islam. În ciuda faptului că unii savanți îl menționează ca un medic evreu care a scris în arabă, alții doar ca un savant evreu, când toate lucrările sale au fost publicate, toate aceste afirmații au fost invalidate din punct de vedere academic.
	Presupusele date de naștere și de deces pe care le găsim în unele studii moderne sunt eronate. Conform lui Brockelmann, al-Tabarī s-a nascut în 808 e.n., conform lui Meyerholf în 809 e.n. Într-o declarație făcută în Firdaws al-hikma, s-a ințeles  că acesta s-a născut mai devreme. În această declarație, acesta afirma: "când mă rugam maghrib împreună cu tatăl meu, am vazut un foc imens pe cer care avea o formă de columnă. Imediat după acel eveniment, conducatorul a intrat în probleme și a pierdut o parte din teritoriile sale". Surse precum Ibn Al-Athīr și Ibn Kathīr susțin că acest eveniment a avut loc în timpul califului Muhammad al-Mahdi ibn al-Mansur și că a avut loc în anul 783-84 e.n. conducatorului din Tabarīstān Wandad Khurmuz. In mod evident, Ali b. Rabbān avea o anumită vârstă care-i permitea să-și aducă aminte acel eveniment. Prin urmare acesta s-a născut cel mai probabil în jurul anului 778-9 e.n. .
	‘Alī b. Sahl Rabbān și-a primit bazele sale educaționale din domeniul medical, științe ale naturii, caligrafie, matematică, filosofie și literatură de la tatal sau Sahl. Pe lângă faptul că tatal său i-a oferit o educatie buna, respectivul l-a învățat religie si filosofie. După cum se poate deduce din lucrarile sale, pe langa faptul că cunostea limba arabă, persană și siriană, acesta de asemenea cunoștea ebraica și greacă într-un grad înalt de competență. De exemplu, acesta a tradus bine-cunoscuta sa carte, Firdaws al-hikma, scrisă inițial în arabă în limba siriacă.
	Când acesta avea 10 ani, tatăl său l-a lăsat în Tabarīstān (de aici încolo, al-Tabarī)și și-a petrecut începuturile tinereții sale la Tabarīstān. Atmosfera intelectuală și plăcută din acel loc l-a motivat pe acesta să-și dedice timpul sau studiului pe o vastă gamă de subiecte precum filosofia, medicina, religia și diverse aspecte din stiintele naturale.
	După ce și-a terminat educația în Tabarīstān, acesta s-a stabilit în Irak în 813 la vârsta de 30 de ani. Deoarece trăise în Tabarīstān, acesta a devenit cunoscut ca al-Tabarī. Cand Māzyār b. Qārin a fost numit guvernatorul Tabarīstān-ului în 825, acesta s-a reîntors în Tabarīstān și a intrat în serviciul lui Māzyār ca și scrib. În tot acest timp, acesta a început să lucreze la Firdaws al-hikma pe care a terminat-o în 850 în Samarra.
	Patronul acestuia, Māzyār, s-a revoltat împotriva califului în 839 și a fost capturat și executat. Al-Tabarī s-a reîntors în Ravy și la vechiul sau servici ca medic, dar după o perioadă, s-a dus din nou în Irak și s-a stabilit în Samarra. După ce a fost recomandat califului ca un om înțelept cu capacități intelectuale și administrative, acesta a fost chemat de către califul ‘Abbasid al-Mu'tasim (833–842) la Bagdad ca să servescă la instanța de judecată. Într-un timp scurt, Ali a devenit unul dintre cei mai apropriați prieteni ai califului și a devenit scribul diwān. Acesta a continuat această muncă până la moartea califului ce a survenit în 842. După decesul califului s-a stabilit din nou în Samarra în timpul conducerii califului al-Wathiq (842-847).
	Acesta s-a reîntors în Bagdad și și-a continuat din nou serviciul în instanță ca și doctor și ca curtean sub domnia noului calif al-Mutawakkil (847-861). Califul al-Mutawakkil l-a încurajat pe acesta să îmbrațișeze religia islamică ca și confesiune și să-și mărturisească deschis confesiunea islamică. Acesta s-a convertit la islam în jurul anilor 849-850 și a primit titlul de "Mawlā amīr al-mu'minīn" pe care i l-a accordat însuși califul. Acesta îl lăuda pe calif la sfârșitul cărții sale Kitāb al-Dīn wa al-Dawla. Când s-a convertit la religia islamică, mult respectatul său unchi Abū Zakkār Yahya b. al-Nu'man a încercat în mod repetat, dar în zadar, să-l convingă pe al-Tabarī să renunțe la noua lui confesiune și să se reîntoarcă la creștinism.
	Data decesului lui al-Tabarī nu este citată. Dar cu toate acestea, dacă acesta în momentul convertirii sale la religia islamică avea 70 de ani, în timpul domniei califului al-Mutawakkil, și a mai scris câteva cărții după acel moment se poate deduce că a trecut în neființă după anul 864 fie în Bagdad, fie în Samarra.

## Lucrările sale
Cu toate că puține dintre ele se mai găsesc astăzi, Al-Tabarī a lăsat omenirii 12 cărți. Majoritatea dintre ele erau despre medicină. Pe lângă cele din domeniul medicinii, acesta era cunoscut ca un învățat în ale filosofiei, matematicii și astronomiei.
	3.1. Firdaws al-hikma (Paradisul Înțelepciunii). Această lucrare cunoscută și al-Kunnash al-hadrā a fost o enciclopedie despre medicină. Aceasta a fost finalizată în jurul anului 850, în timpul celui de-al III-lea an al domniei lui Al-Mutawakkil, cel mai probabil înainte ca autorul să se convertească la religia islamică.
	3.2. Al-Radd ‘alā al-Nāsārā (Respingerea creștinilor), cunoscută ca Radd ‘alā asnāf al-Nāsārā și ca al-Nasāyikh. În prologul acestei cărți, autorul susține că a fost născut creștin și obișnuia să traiască ca un creștin, dar s-a convertit la islam atunci când avea 70 de ani. Această lucrare a fost scrisă între 850 și 655. Acesta explica de ce a scris această lucrare și afirma că singurul său scop a fost să obțina susținerea lui Allah și să-i prevină pe creștini. Din cauza originilor sale creștine, și ca teolog creștin, care putea compara Coranul și alte cărți sfinte, cartea sa a fost acceptată ca una dintre cele mai de succes lucrări care resping creștinismul. Cartea a fost împărțită în cinci capitole.
	Sāfī b. Assāl, de religie coptă, a scris două respingeri, intitulate al-Sahā'ih fī javābi al-Nasāikh și Nahj al-sabīl fī tahjīli muharrif al-Injīl (publicate la Cairo în 1926-1927 într-un singur volum). Cu toate că nu este citat nicăieri, atunci când o comparăm cu lucrările lui al-Tabarī, prima poate fi observată ca o respingere a cărții lui al-Tabarī. Al-Radd ‘alā al-Nāsārā a fost editat și publicat de către I.A. Caliph și W. Kutsch. Cu toate acestea Khalil Samir compară această carte cu respingerea lui Ibn Assal într-un articol și observă că jumatate din lucrare a disparut. Khalil Samir a scris un articol în care compara prima carte cu cea a lui al-Tabarī și a realizat că cea mai mare parte din cartea lui al-Tabarī lipsește. Astfel, acesta demonstrează că utilizand tratatul lui Ibn Assāl, cineva poate completa partea care lipsește a cărții.
	3.3. Kitāb al-Dīn wa al-Dawla (Religia și Statul/Imperiul). O altă carte, cel mai cunoscut tratat al lui Al-Tabarī, care merită mai multă atenție și mai multă considerație. Al-Tabarī a scris acest tratat după ce s-a convertit la islam în jurul anului 855, ca să autentifice și să marturisească că religia islamică este adevarata religie, Coranul este cartea lui Allah și a profetului Muhammad care este ultimul său mesager. Deoarece al-Mutawakkil l-a încurajat să scrie această carte, Al-Tabarī dedică cartea Caliphului, așa cum a făcut și cu Firdaws. În această carte, Al-Tabarī laudă Profetul Islamului și adevăratul mesager al lui Allah. Muhammad a fost menționat foarte clar de către profeții antici în cărțiile sfinte (în Vechiul Testament și în Noul Testament din Biblie), cu toate acestea, declaratiile sale au fost anulate și interpretate greșit.
	În ceea ce privește conținutul și subiectele, această carte este superioară față de cea a lui al-Radd ‘alā al-Nāsārā. ādil Nuwayhiz a editat și a publicat aceasta carte cu explicații. Aceasta carte a fost împărțită astfel: prolog - 10 capitole și epilog. Din moment ce această carte aruncă o lumina considerabilă privind viața, confesiunile religioase și filosofice ale lui Al-Tabarī, i se accordă un interes deosebit pentru a descifra gândirea religioasă și filosofica în islam, particular în Irak. Această carte a lui Al-Tabarī nu a avut o circulație vastă și se pare că conținutul acestuia a fost trecut cu vederea de către savanți musulmani și intelectuali. Polemicile lui Al-Tabarī din acest tratat ne dezvăluie într-o altă lumină viața sa, credințele și filosofia sa și reflecțiile religioase-filosofice din secolul al IX-lea din islam.
	3.4. Hifz al-sihhah (Păstrarea Sănătății). Acest tratat este disponibil într-un format tip manuscris în Libraria Universității Oxford (Bodleian Library, Oxford, catalogue 1:578).
	3.5. Kitāb al-Lu'lu'a. Este un tratat despre medicina. (Suleymaniye Library, Ayasofya MS 3724, ff. 238b-248a).
Au fost si alte cartii scrise de Ali b. Rabbān, dar nici una nu este disponibila astazi. Iata o lista:
	3.6. Kitāb Manāfi' al-at'ima wa al-ashriba wa al-'aqākīr, (o lucrare despre folosirea corectă a mâncării, băuturii și a medicamentelor);
	3.7. Kitāb al-ādāb wa al-Amsāl wa al-ādāb ‘alā mazāhib al-Fars wa al-Rūm wa al-Arab;
	3.8. Nawādiru ahlu al-sharqiya wa nawādiru awsat al-nās wa nawādir al-sufla wa al-du'a (traducerea cărții menționate anterior);
	3.9. Kitābu Irfāq aI-hayāt;
	3.10. Kitāb fī al-rukā (Cartea magiei și a amuletelor);
	3.11. Kitāb al-hajāma (Tratat asupra ventuzelor);
	3.12. Kitāb fī tartīb al-'Agdhiyah (Tratat asupra preparării mâncărurilor);
	3.13. Tuhfat al-Mulūk (Prezentul regelui);
	3.14. Traducerea cărții Firdaws al-Hiqma în limba siriacă;
	3.15. Kitāb al-īzāh min al-saman wa al-huzal wa tahayyuj al-bāh wa ibtāluhu.

## Prima enciclopedie a medicinii (Firdaws al-hikma)
Al-Tabarī a început să scrie această carte cu aproape două decenii mai devreme, după ce a citit textele medicale disponibile pe fiecare subiect. Aceasta este lucrarea care l-a făcut celebru. Este prima enciclopedie medicală, în care sunt încorporate toate ramurile științei medicale. Virtutea cărții lui Al-Tabarī a fost abstractizarea informațiilor esențiale textelor siriene, precum și a compediilor grecești și indiene, compilarea tuturor acestor informații și cuprinderea lor într-un volum concis, care reunește integral toate cunoștințele medicale. Acesta este cunoscut pentru tratatul său extins asupra anatomiei. Munca sa conține nu numai tratate asupra principiilor cosmologice, ci și asupra tuturor câmpurilor medicinii, dar are și o secție specială dedicată medicinei indiene (în discuțiile și citatele sale despre medicina indiană, acesta se refera la medici indieni ca Susruta, Charaka, Nidana și Ashtangahradaya). Acesta s-bazat pe corpusul lui Hipocrate și pe scrierile lui Hippocrate, Galen, Dioscorides, Pitagora, Democritus, Aristotel, Theophratus și Ptolemy. Acesta face și referiri la descoperirile excepționale făcute de colegii săi contemporani Yuhanna b. Masawayh (d. 857), medicului personal al califului, și Hunayn b. Ishaq (d. 873). In plus, At-Tabarī, a subliniat legăturile puternice dintre psihologie, medicină și psihoterapie și a îndemnat medicii să fie deștepți, isteți și capabili să inspire și să încurajeze bolnavii să se simtă mai bine.
Din punct de vedere al textului, Firdaws este pentru studenții de medicină și stagiari una dintre cele mai importante surse pentru medicina islamică. At-Tabarī a focusat o perioadă lungă de timp asupra cercetărilor sale din domeniul medical, pe care le-a început de când era în Marw și le-a completat când a ajuns în Samarra. Cu toate că el le-a scris în arabă, în paralel le-a tradus și în limba siriacă.
Lucrarea este structurată în șapte capitole principale (naw'), 30 de secțiuni (makala) și 365 de părți (bāb). Majoritatea informației pe care o conține își are originile în medicina indiană, persană, greacă și arabă. Aprofundează domenii precum pediatrie și dezvoltare infantilă, dar și psihologie și psihoterapie. În comparație cu medicii de dinaintea sa, At-Tabarī pune accent pe legăturile dintre psihologie și medicină, și pe nevoia de psihoterapie și consiliere în tratamentul terapeutic al pacienților.
În Firdaws al-hikma, At-Tabarī a dedicat câteva capitole embriologiei, ginealogiei și obstreticii – toate fiind ramuri ale artei vindecării. Câteva secțiuni au fost dedicate plantelor și beneficiilor medicale ale acestora, aspect nou în medicina arabă. 
Cu titlu de enciclopedie, a devenit rapid un model de urmat pentru medicii ce au urmat, inclusiv al-Majūsī, urmat de contribuții originale din partea lui Abu Bakr Muhammad ibn Zakariya al-Razi (H. 250-312/AD 865-925), Ibn Sīnā și Muhammed Ibn Ahmed Abu Raiham Al Biruni, care au influențat cercurile medicale din est și vest pentru următoarele secole. Este evident că al-Razi a beneficiat de lucrările întocmite de al-Tabarī, pe care la citat frecvent. Deși unii savanți au susținut că al-Razi a fost învățat de către al-Tabarī, acest mit nu este plauzibil deoarece al-Tabarī decedase când al-Razi trăia.
Structura celor șapte capitole principale (naw'):
1.	Naw' unu: Kulliyat-i Tibb. Acest capitol aprofundează cunoștințele contemporane ale științei medicale. În acea eră, aceste principii au stat la baza științei medicale. În introducerea enciclopediei există câteva descrieri filozofice.
2.	Naw' doi: Descoperirea organelor corpului uman, regulilor pentru menținere a sănătății și documentarea câtorva boli musculare. Conține cinci maqalas și informații despre modul de menținere a sănătății.
3.	Naw' trei: conține o maqala. Definește și detaliază dieta sănătoasă și modalități de prevenire a bolilor digestive.
4.	Naw' patru: analizarea tuturor bolilor umane. În completarea informațiilor provenite din medicina veche, în acest capitol autorul a adăugat propriile observații și interpretări. Este cel mai vast și reprezentativ volum, aproape jumătate din dimensiunea totală a cărții, și cuprinde 12 secțiuni (maqalas);
a. Cauze generale ale declanșării bolilor
b. Boli ale capului și ale creierului
c. Boli ale ochilor, nasului, urechilor, gurii și dinților
d. Afecțiuni musculare (paralizia și spasmele)
e. Boli din regiunea toracică și a gâtului
f. Boli abdominale
g. Afecțiuni hepatice
h. Boli ale vezicii biliare și splinei
i. Boli intestinale
j. Tipuri de febră 
k. Boli diverse – scurtă explicație a organelor interne
l. Modalități de examinare a pulsului și urinei.
5.	Naw' cinci: Descrierea aromelor, culorilor și gusturilor în relație cu mâncarea și corpul uman.
6.	Naw' șase: descriere a medicamentelor pe bază de ierburi și otrăvuri. Conține șase secțiuni (maqalas)
7.	Naw' șapte: Abordează diverse teme. Analizează climatul și astronomia. De asemenea, conține o succintă menține despre 
medicina indiană. Este compusă din patru secțiuni (maqalas)
În această carte, Al-Tabarī pune mare accent pe etica medicală. Acesta a susținut că orice medic trebuie să practice medicina după ce dobândește următoarele patru virtuți esențiale: blândețe, satisfacție, milă și dreptate. În tratarea pacienților săi, obiectivul esențial al medicului trebuie să fie să ajute bolnavul să se însănătoșească, nu să obține beneficii pecuniare de pe urma acestuia.